# Callionymus australis
Callionymus australis är en fiskart som beskrevs av Fricke, 1983. Callionymus australis ingår i släktet Callionymus och familjen sjökocksfiskar. Inga underarter finns listade.